# Volodîmîr Lukașenko
Volodîmîr Volodîmîrovici Lukașenko (în ucraineană Володимир Володимирович Лукашенко, n. 14 februarie 1980, Lîpoveț, Raionul Kaharlîk, RSS Ucraineană, URSS) este un fost scrimer ucrainean specializat pe sabie, campion mondial în 2003 și vicecampion european în 2006.
A participat la Jocurile Olimpice din 2000 de la Sydney, unde a fost învins în al doilea tur de rusul Serghei Șarikov. La ediția din 2004 de la Atena a ajuns în sferturile de finală, dar a pierdut cu conaționalul său Vladîslav Tretiak, clasându-se pe locul 5.